# Valle del Gran San Bernardo
La Valle del Gran san Bernardo (Vallée du Grand-Saint-Bernard in francese) è una valle laterale della Valle d'Aosta. Prende il nome dal colle del Gran San Bernardo, dove la valle termina.

## Geografia
La Valle del Gran san Bernardo si stacca dalla valle centrale della Dora Baltea all'altezza di Aosta e sale fino al colle del Gran San Bernardo che la separa dal Vallese. La Valpelline si stacca dalla Valle del Gran san Bernardo all'altezza di Gignod.

### Orografia
- Monte Vélan - 3.731 m
- Grand Golliat - 3.238 m
- Grand Créton - 3.071 m
- Monte Paglietta - 2.473 m

## Storia
La valle è stata nei secoli una grande via di comunicazione con il vicino Vallese e nelle grandi vie di comunicazione tra il nord ed il sud dell'Europa.

## Centri abitati
Salendo la valle si trovano nell'ordine i seguenti comuni:
- Gignod
- Allein
- Etroubles
- Saint-Oyen
- Saint-Rhémy-en-Bosses

## Comunicazioni
La valle è attraversata dalla strada statale 27 del Gran San Bernardo ed in alta valle dal traforo del Gran San Bernardo.

## Turismo
Per favorire l'ascensione ai monti della valle e l'escursionismo in alta quota la valle è dotata di alcuni rifugi alpini:
- Rifugio Pier Giorgio Frassati - 2.550 m
- Bivacco Moline - 2.415 m

La valle è inoltre attraversata dall'Alta via della Valle d'Aosta n. 1.